# Liste der Flughäfen und Flugplätze in Mauretanien

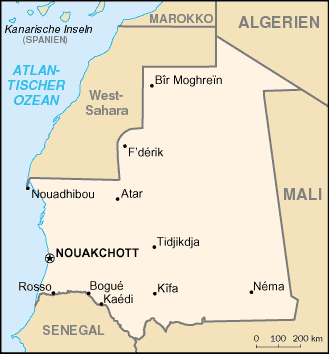
Übersichtskarte von Mauretanien

Die Liste der Flughäfen und Flugplätze in Mauretanien zeigt die zivilen Flughäfen und Flugplätze des westafrikanischen Staates Mauretanien, alphabetisch nach Orten aufgelistet.
| Ort             | ICAO-Code | IATA-Code | Name des Flugplatzes           |
| --------------- | --------- | --------- | ------------------------------ |
| Ayoûn el-Atroûs | GQNA      | AEO       | Flughafen Ayoûn el-Atroûs      |
| Akjoujt         | GQNJ      | AJJ       | Flugplatz Akjoujt              |
| Atar            | GQPA      | ATR       | Flughafen Atar                 |
| Bir Moghrein    | GQPT      |           | Flugplatz Bir Moghrein         |
| Bogué           | GQNE      | BGH       | Flugplatz Bogué – Abbaye       |
| Boutilimit      | GQNB      | OTL       | Flugplatz Boutilimit           |
| F’dérik         | GQPF      | FGD       | Flugplatz F’dérik              |
| Kaédi           | GQNK      | KED       | Flugplatz Kaédi                |
| Kiffa           | GQNF      | KFA       | Flugplatz Kiffa                |
| Moudjéria       | GQNL      | MOM       | Flugplatz Moudjéria            |
| Néma            | GQNI      | EMN       | Flughafen Néma                 |
| Nouadhibou      | GQPP      | NDB       | Flughafen Nouadhibou           |
| Nouakchott      | GQNO      | NKC       | Flughafen Nouakchott-Oumtounsy |
| Sélibaby        | GQNS      | SEY       | Flugplatz Sélibaby             |
| Tamchekett      | GQNT      | THT       | Flugplatz Tamchekett           |
| Tichitt         | GQNC      | THI       | Flugplatz Tichitt              |
| Tidjikja        | GQND      | TIY       | Flughafen Tidjikja             |
| Timbédra        | GQNM      |           | Flugplatz Timbédra–Dahara      |
| Timbédra        | GQNH      | TMD       | Flugplatz Timbédra             |
| Zouérat         | GQPZ      | OUZ       | Flughafen Zouérat              |

Ehemaliger internationaler Flughafen
- Flughafen Nouakchott (GQNN/NKC), am  23. Juni 2016 ersetzt durch Flughafen Nouakchott-Oumtounsy